# Nikita Koetsjerov
Nikita Igorevitsj Koetsjerov (Russisch: Никита Игоревич Кучеров, Engels: Nikita Kucherov) (Majkop, 17 juni 1993) is een Russische ijshockeyspeler. Hij debuteerde in 2013 in de Noord-Amerikaanse National Hockey League als speler van Tampa Bay Lightning, die hem twee jaar daarvoor als 58e kozen, in de 2e ronde van de Draft. Koetsjerov is een tweevoudig Stanley Cup-kampioen.
Koetsjerovs prestaties in het seizoen 2018/19 werden beloond met de volgende prijzen:
- de Ted Lindsay Award voor Most Outstanding Player, gekozen door NHL-spelers[2]
- de Hart Memorial Trophy voor Most Valuable Player, gekozen door de vakjournalisten[2]
- de Art Ross Memorial Trophy, voor de speler met de meeste punten.[3] Deze won hij in 2024 nog een keer.

- Library of Congress Control Number: no2019127250
- Virtual International Authority File: 2518156811370545390000